# Karel Camrda
Karel Camrda (* 26. Oktober 1964 in Tábor) ist ein ehemaliger tschechischer Radrennfahrer und Weltmeister im Radsport.

## Sportliche Laufbahn
1988 gewann er bei den UCI-Weltmeisterschaften im Querfeldeinrennen den Titel vor Roger Honegger aus der Schweiz. Für das Rennen wurde er kurzfristig vor Ort nominiert (er war zunächst Ersatzfahrer), da der schwere Boden seinen läuferischen Fähigkeiten entgegenkam. Als Amateur startete er für den Verein RH Plzen.
1990 wechselte er zu Berufsfahrern. In dieser Kategorie gewann er Silber bei den Weltmeisterschaften 1992 in Leeds hinter dem Sieger Mike Kluge. Den nationalen Titel konnte er 1989 gewinnen, zudem stand er bei den tschechischen Meisterschaften mehrfach auf dem Podium. Von 1988 bis 1993 startete er regelmäßig bei der Weltmeisterschaft.

## Familiäres
Sein Bruder Pavel Camrda (* 1968) nahm ebenfalls an den Weltmeisterschaften teil.

## Ehrungen
Er wurde 1992 Gewinner der jährlichen Umfrage zum Král cyklistiky (Radsportkönig) des Radsportverbandes Československý svaz cyklistiky.